# Stardust (album de Willie Nelson)
Pour les articles homonymes, voir Stardust.
Albums de Willie Nelson
There'll Be No Teardrops Tonight
(1978) Sings Kristofferson
(1979)
Stardust est un album de Willie Nelson sorti en 1978.

## L'album
Après le succès de Red Headed Stranger, Willie Nelson produit un album de reprises de classiques américains. Il bat de nouveau des records de ventes, l'album restant deux ans dans le hit-parade américain. L'album fait partie des 1001 Albums You Must Hear Before You Die et Rolling Stone l'a classé en 2012 à la 260e place de son classement des 500 plus grands albums de tous les temps.

### Titres
| No  | Titre                           | Auteur                            | Durée |
| --- | ------------------------------- | --------------------------------- | ----- |
| 1.  | Stardust                        | Hoagy Carmichael, Mitchell Parish | 3:53  |
| 2.  | Georgia on My Mind              | Hoagy Carmichael, Stuart Gorrell  | 4:20  |
| 3.  | Blue Skies                      | Irving Berlin                     | 3:34  |
| 4.  | All of Me                       | Seymour Simons, Gerald Marks      | 3:54  |
| 5.  | Unchained Melody                | Alex North, Hy Zaret              | 3:50  |
| 6.  | September Song                  | Kurt Weill, Maxwell Anderson      | 4:35  |
| 7.  | On the Sunny Side of the Street | Jimmy McHugh, Dorothy Fields      | 2:36  |
| 8.  | Moonlight in Vermont            | Karl Suessdorf, John Blackburn    | 3:25  |
| 9.  | Don't Get Around Much Anymore   | Duke Ellington, Bob Russell (en)  | 2:33  |
| 10. | Someone to Watch Over Me        | George Gershwin, Ira Gershwin     | 4:03  |

### Musiciens
- Willie Nelson : voix, guitare
- Bobbie Nelson : piano
- Paul English : batterie
- Rex Ludwick : batterie
- Jody Payne : guitare
- Bee Spears : basse
- Chris Ethridge : basse
- Mickey Raphael : harmonica
- Booker T. Jones : orgue, piano